# Rajd Austrii 1960
Rajd Austrii 1960 (31. International Österreichische Alpenfahrt) – 31 International Österreichische Alpenfahrt, rajd samochodowy rozgrywany w Austrii od 26 do 29 maja 1960 roku. Była to piąta runda Rajdowych Mistrzostw Europy w roku 1960. Rajd został rozegrany na nawierzchni asfaltowej i szutrowej.

## Klasyfikacja rajdu
| Miejsce                      | Kierowca                     | Pilot                        | Samochód                     | Czas                         | Strata                       |
| Klasyfikacja generalna i ERC | Klasyfikacja generalna i ERC | Klasyfikacja generalna i ERC | Klasyfikacja generalna i ERC | Klasyfikacja generalna i ERC | Klasyfikacja generalna i ERC |
| ---------------------------- | ---------------------------- | ---------------------------- | ---------------------------- | ---------------------------- | ---------------------------- |
| 1.                           | Ferdinand Mitterbauer        |                              | NSU Prinz                    |                              | -                            |
| 2.                           | Franz Prach                  |                              | Steyr Puch 500               |                              |                              |
| 3.                           | Alex Mayer                   | Maria Mayer                  | Alfa Romeo Giulietta         |                              |                              |
| 4.                           | Eberhard Mahle               | Roland Ott                   | Mercedes-Benz 220 SEb W111   |                              |                              |
| 5.                           | Alexander von Falkenhausen   | Katharina von Falkenhausen   | BMW 700                      |                              |                              |
| 6.                           | Ing. Otmar Luschan           | Johannes Enzinger            | Auto Union                   |                              |                              |
| 7.                           | Gerhard Greil                |                              | DKW                          |                              |                              |
| 8.                           | Arnulf Pilhatsch             | Hans Hartinger               | BMW 700                      |                              |                              |
| 9.                           | Konrad Eckschlager           |                              | DKW                          |                              |                              |
| 10.                          | J. Strobl                    |                              | Škoda                        |                              |                              |